# 江陵崔氏
江陵崔氏（韓語：강릉 최씨），是韓國崔姓一個分支，人數510000人，在2001年是韓國第五十一大氏族。根據傳統，他們長子會保留家譜。

## 歷史
江陵崔氏是慶州崔氏的分支，始祖是高麗人崔必達，他是新羅文人崔致遠後裔。
在朝鮮王朝這氏族貴族輩出，32人科舉及第，其中一位名人是崔致雲，他曾出使明朝，後出任吏曹參判。